# Vila Nova de São Bento e Vale de Vargo
Vila Nova de São Bento e Vale de Vargo (oficialmente, União das Freguesias de Vila Nova de São Bento e Vale de Vargo) é uma freguesia portuguesa do município de Serpa, com 299,61 km² de área e 3435 habitantes (censo de 2021). A sua densidade populacional é 11,5 hab./km².

## História
Foi criada aquando da reorganização administrativa de 2012/2013, resultando da agregação das antigas freguesias de Vila Nova de São Bento e Vale de Vargo.

## Demografia
A população registada nos censos foi:
| Ano  | 0-14 Anos | 15-24 Anos | 25-64 Anos | > 65 Anos |
| 2001 | 591       | 558        | 2138       | 1216      |
| 2011 | 479       | 428        | 2064       | 1069      |
| 2021 | 373       | 311        | 1729       | 1022      |

À data da junção das freguesias, a população registada no censo anterior foi:
| Freguesia atual                                                | Freguesia atual | Freguesia atual | Freguesias antigas     | Freguesias antigas | Freguesias antigas |
| Freguesia                                                      | População       | Área (km²)      | Freguesia              | População (2011)   | Área (km²)         |
| -------------------------------------------------------------- | --------------- | --------------- | ---------------------- | ------------------ | ------------------ |
| União das Freguesias de Vila Nova de São Bento e Vale de Vargo | 4040            | 299,61          | Vila Nova de São Bento | 3072               | 241,69             |
| União das Freguesias de Vila Nova de São Bento e Vale de Vargo | 4040            | 299,61          | Vale de Vargo          | 968                | 57,92              |